# Bäuerle (Ottobeuren)
Bäuerle ist ein Ortsteil des oberschwäbischen Marktes Ottobeuren.

## Geografie
Die Einöde Bäuerle liegt etwa sechs Kilometer östlich von Ottobeuren. Das Gehöft ist durch eine Landstraße über Eheim mit dem Hauptort verbunden. Der Schwarzbach, ein rechter Nebenfluss der Schwelk, fließt durch das Gebiet von Bäuerle.

## Geschichte
Bäuerle wurde im frühen 19. Jahrhundert erbaut. Gegenüber dem heutigen Einzelgehöft steht ein Flurkreuz. Im Zuge der Gebietsreform in Bayern kam der Ort durch die Eingliederung der Gemeinde Betzisried am 1. Januar 1972 zum Markt Ottobeuren.